# 佐賀県道330号武雄塩田線
佐賀県道330号武雄塩田線（さがけんどう330ごう たけおしおたせん）は、佐賀県武雄市から嬉野市に至る一般県道である。

## 概要
武雄市武雄町大字富岡から嬉野市塩田町大字馬場下甲に至る。かつては佐賀県道27号武雄鹿島線であったが、大部分の区域が1993年（平成5年）4月1日に国道498号に昇格したため、残部を本路線に格下げした。

### 路線データ
- 起点：佐賀県武雄市武雄町大字富岡（武雄温泉入口交差点、佐賀県道24号武雄多久線交点、佐賀県道253号武雄温泉線終点）
- 終点：佐賀県嬉野市塩田町大字馬場下甲（嬉野市役所前交差点、国道498号・佐賀県道208号大木庭武雄線上、佐賀県道28号嬉野塩田線終点）

## 歴史
- 2009年（平成21年）3月31日 - 佐賀県告示第154号により、起点を短縮し、朝日町甘久（あまぐ）交差点から武雄温泉入口交差点に変更する。朝日町甘久交差点 - 武雄温泉入口交差点間は佐賀県道24号武雄多久線に変更[1]。

## 路線状況

### 重複区間
- 佐賀県道345号武雄白石線（武雄市武雄町大字永島・永島交差点 - 武雄市武雄町大字永島・保養村入口交差点）
- 国道498号（武雄市橘町大字大日・楢崎交差点 - 嬉野市塩田町大字馬場下甲・嬉野市役所前交差点（終点））
- 佐賀県道208号大木庭武雄線（嬉野市塩田町大字馬場下甲・塩田町下町交差点 - 嬉野市塩田町大字馬場下甲・嬉野市役所前交差点（終点））

### 道路施設

#### 橋梁
- 第一笹橋（武雄川、武雄市）
- 潮見橋（六角川、武雄市）
- 西山橋（嬉野市、国道498号重複区間内）
- 志田原橋（北目川、嬉野市、国道498号重複区間内）
- 錦江橋（八幡川、嬉野市、国道498号重複区間内）
- 下町橋（浦田川、嬉野市、国道498号重複区間内）

## 地理

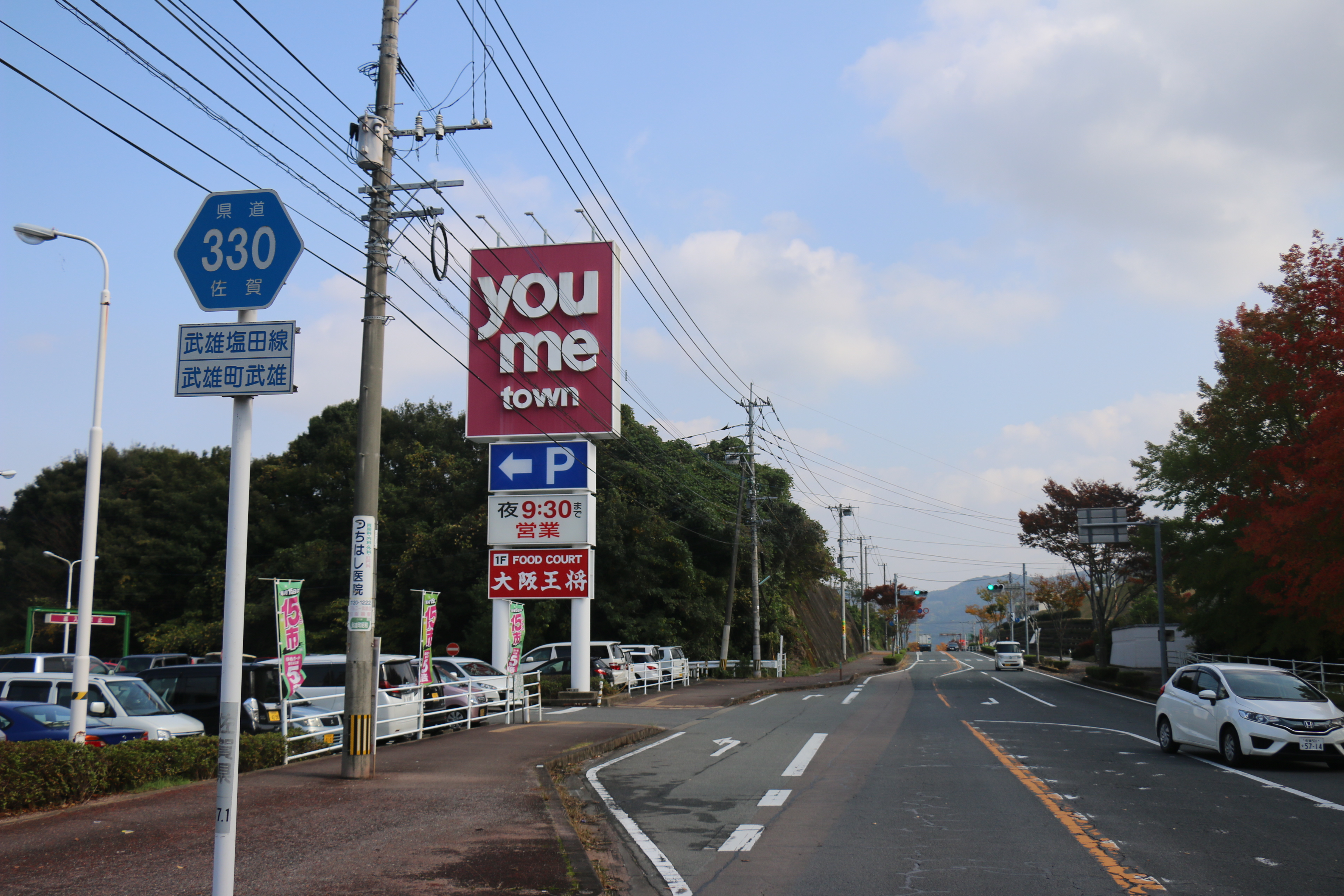
武雄市武雄 ゆめタウン武雄付近

### 通過する自治体
- 武雄市
- 嬉野市

### 交差する道路
| 交差する道路                                                                         | 市町村名 | 交差する場所       | 交差する場所              |
| ------------------------------------------------------------------------------------ | -------- | ------------------ | ------------------------- |
| 佐賀県道24号武雄多久線 佐賀県道253号武雄温泉線                                       | 武雄市   | 武雄町大字富岡     | 武雄温泉入口交差点 / 起点 |
| 国道34号                                                                             | 武雄市   | 武雄町大字武雄     | 武雄高校前交差点          |
| 佐賀県道345号武雄白石線 重複区間起点                                                 | 武雄市   | 武雄町大字永島     | 永島交差点                |
| 佐賀県道345号武雄白石線 重複区間終点                                                 | 武雄市   | 武雄町大字永島     | 保養村入口交差点          |
| 国道498号 重複区間起点                                                               | 武雄市   | 橘町大字大日       | 楢崎交差点                |
| 佐賀県道351号久間大町線                                                              | 嬉野市   | 塩田町大字久間乙   |                           |
| 佐賀県道324号久間深浦線                                                              | 嬉野市   | 塩田町大字久間乙   | 牛間田新道交差点          |
| 佐賀県道208号大木庭武雄線 重複区間起点                                               | 嬉野市   | 塩田町大字馬場下甲 | 塩田町下町交差点          |
| 国道498号 重複区間終点 佐賀県道28号嬉野塩田線 佐賀県道208号大木庭武雄線 重複区間終点 | 嬉野市   | 塩田町大字馬場下甲 | 嬉野市役所前交差点 / 終点 |

### 交差する鉄道
- 佐世保線
- 西九州新幹線

### 沿線
- JR九州佐世保線・西九州新幹線 武雄温泉駅
- ゆめタウン武雄
- 武雄市図書館・歴史資料館
- 武雄競輪場
- 武雄市立御船が丘小学校
- 白岩運動公園
- 塩田津の町並み（重要伝統的建造物群保存地区）
- 嬉野市役所 塩田庁舎